# Jörg Hoffmann (sáňkař)
Jörg Hoffmann (* 15. března 1963, Sondershausen) je bývalý východoněmecký sáňkař. Věnoval se převážně disciplíně dvojic. S Jochenem Pietzschem se ve dvojicích stali v roce 1988 olympijskými vítězi. V roce 1984 získali bronzovou olympijskou medaili. Společně se stali i 4× mistry světa. V roce 1985 získal na MS stříbrnou medaili mezi jednotlivci.